# Houyet
Houyet è un comune del Belgio di 4 471 abitanti situato nella provincia vallona di Namur.
A Houyet si trova il Castello reale di Ciergnon, residenza estiva della famiglia reale del Belgio. 
Poco distante dal centro abitato, in località Celles, si trova il Castello di Vêves (Château de Vêves).